# Desigualdade de Hadwiger–Finsler
Em Matemática, a desigualdade de Hadwiger–Finsler é um resultado em geometria de triângulos (ou trigonometria) no plano euclidiano, assim chamado em homenagem aos matemáticos Hugo Hadwiger e Paul Finsler. Afirma-se que se um triângulo no plano tem seus lados com comprimentos a, b and c e área T, então
{\displaystyle a^{2}+b^{2}+c^{2}\geq (a-b)^{2}+(b-c)^{2}+(c-a)^{2}+4{\sqrt {3}}T\quad {\mbox{(HF)}}.}
A desigualdade de Weitzenböck é um corolário simples da desigualdade de Hadwiger–Finsler: se um triângulo no plano tem lados de comprimento a, b e c e área T, então
{\displaystyle a^{2}+b^{2}+c^{2}\geq 4{\sqrt {3}}T\quad {\mbox{(W)}}.}
A desigualdade de Weitzenböck pode também ser provada usando a fórmula de Heron, pelo que o caminho que pode ser visto na igualdade detém em (W) se e somente se o triângulo é um triângulo equilátero, ou seja, a = b = c.
A desigualdade de Hadwiger–Finsler é um caso especial da desigualdade de Pedoe.